# Trica (ciutat)
|  | Per a altres significats, vegeu «Trica (nimfa)». |

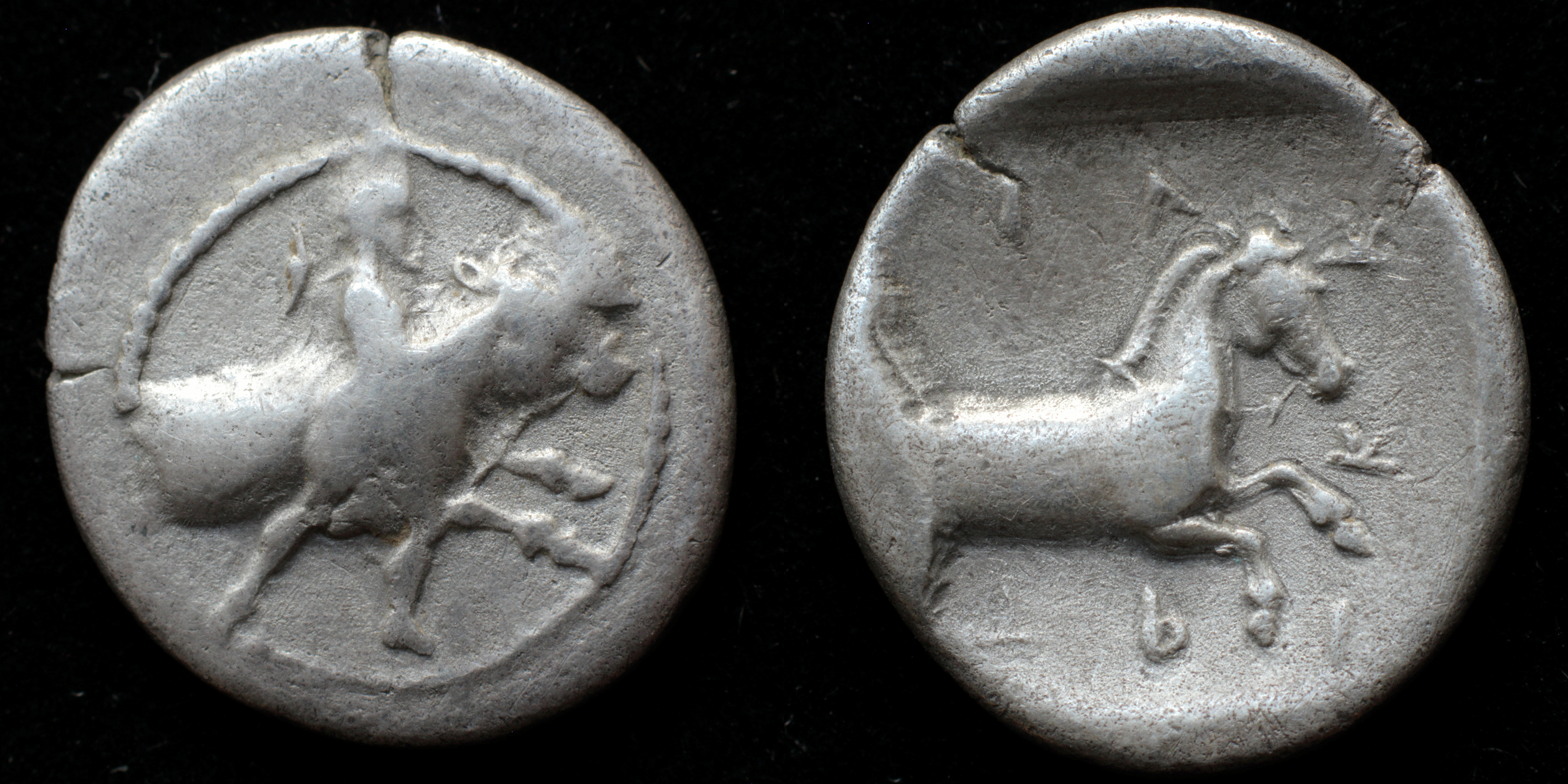
Monedes encunyades a Trica.

Trica (en grec antic Τρίκκη o Τρίκκα) era una antiga ciutat de Tessàlia al districte d'Hestieòtide, a la riba esquerra del riu Peneu i a la vora d'un petit riu de nom Leteu, segons Estrabó.
Es deia que el nom de la ciutat derivava de Trica, una filla de Peneu. Homer menciona la ciutat al "Catàleg de les naus" a la Ilíada, i diu que n'eren reis Macàon i Podaliri, fills d'Asclepi, que van dirigir un contingent d'habitants de la ciutat a la guerra de Troia. Trica tenia un temple dedicat a Asclepi que era considerat el més antic i famós de tots els temples d'aquest déu. Sembla que el temple, a més e sacerdots, tenia metges al seu servei.
Després de la mort d'Alexandre el Gran un edicte de Polispercó i altres generals va permetre el retorn dels exiliats a les distintes ciutats gregues, però els de Trica i la veïna Farcadon en van ser exclosos per una raó que no es coneix, segons diu Diodor de Sicília. Quan Filip V de Macedònia, va ser derrotat a Aous a la Segona Guerra Macedònica, es va retirar a Trica. També mencionen aquesta ciutat Plini el Vell i Claudi Ptolemeu.
L'historiador Procopi anomena a la ciutat Tticattus (Τρικάττους) i diu que va ser restaurada per Justinià I, però el geògraf Hièrocles encara l'anomena Trica al segle vi. Al segle xii ja portava el seu nom modern, Trícala, avui una de les grans ciutats d'aquesta part de Grècia.
Es conserven encara algunes restes de la ciutadella dalt d'un turó, molt disperses i poc identificables per estar construïdes amb maçoneria.